# Ogre (Letonia)
Ogre (alemán: Oger; lituano: Uogrė) es una villa letona, capital del municipio homónimo.

## Ubicación
Se ubica a orillas del río Daugava, en su confluencia con el río Ogre, 36 km al sureste de Riga.

## Historia
Se conoce su existencia desde el siglo XIII, pero se desarrolló principalmente en la segunda mitad del siglo XIX al pasar por aquí la línea ferroviaria entre Riga y Daugavpils. Fue declarada villa en 1928.

## Demografía
A 1 de enero de 2016 tiene 25 380 habitantes. Su población se compone en un 65 % por letones y en un 25 % por rusos.